# Maniok

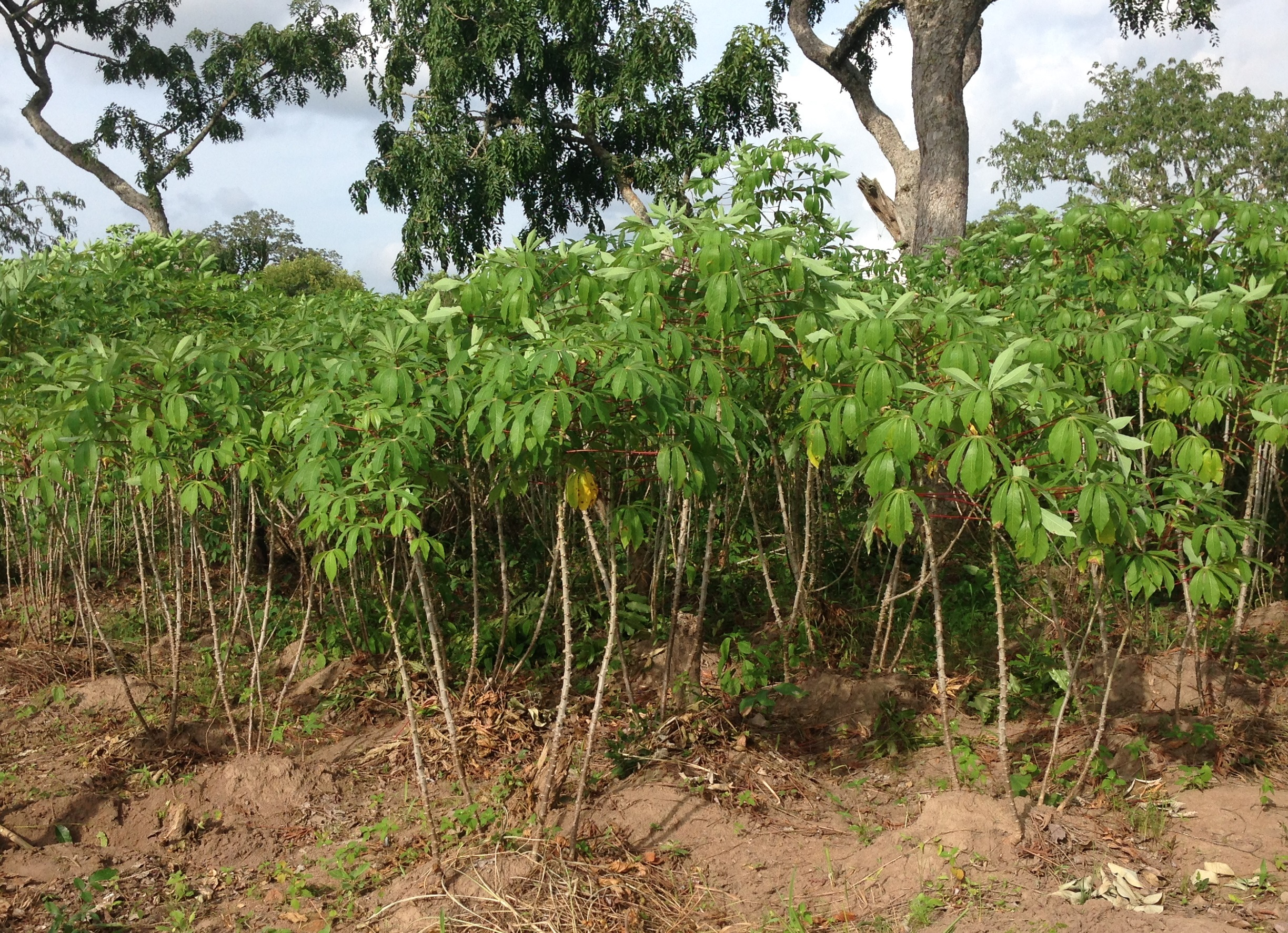
Maniok jadalny Manihot esculenta

Maniok (Manihot Mill.) – rodzaj krzewów i bylin z rodziny wilczomleczowatych. Pochodzi z Ameryki Południowej i Środkowej. Z powodu dużego znaczenia użytkowego maniok jadalny jest tam też uprawiany, a poza tym został rozprzestrzeniony w całej strefie międzyzwrotnikowej. Maniok jadalny jest głównym składnikiem diety ponad 800 mln ludzi na świecie i ma największy po ryżu i pszenicy wkład w światową podaż kalorii.

## Systematyka
Pozycja systematyczna według Angiosperm Phylogeny Website (aktualizowany system APG III z 2009)
Rodzaj wilczomlecz należy do podrodziny Crotonoideae, rodziny wilczomleczowatych, która jest rodziną siostrzaną dla bukietnicowatych (Rafflesiaceae), zaliczaną do obszernego rzędu malpigiowców (Malpighiales) i wraz z nim do kladu różowych w obrębie okrytonasiennych.
Pozycja w systemie Reveala (1993–1999)
Gromada okrytonasienne (Magnoliophyta Cronquist), podgromada Magnoliophytina Frohne & U. Jensen ex Reveal, klasa Rosopsida Batsch, podklasa ukęślowe (Dilleniidae Takht. ex Reveal & Tahkt.), nadrząd Euphorbianae, rząd wilczomleczowce (Euphorbiales Lindl.), rodzina wilczomleczowate (Euphorbiaceae Juss.), plemię Manihoteae Pax in Engl. & Prantl, podplemię Manihotinae Müll.-Arg. in DC., rodzaj maniok (Manihot Mill.).
Gatunki (część)
- maniok jadalny (Manihot esculenta, Manihot utilissima) – z bulw korzennych manioku otrzymuje się w drodze przetwarzania mączkę (kassawę) lub granulki (tapiokę), bądź też uzyskuje się kauczuk (m.in. w Brazylii); wytwarza się też z niego cazabe;
- maniok kauczukodajny (Manihot glaziovii) – roślina kauczukodajna.